# فيليب ديفيس
فيليب ديفيس (بالإنجليزية: Philip Davis)‏ هو سياسي أسترالي، ولد في 7 ديسمبر 1952 في أستراليا. حزبياً، نشط في الحزب الليبرالي الأسترالي. وقد انتخب عضو المجلس التشريعي الفيكتوري.